# Alessio Caronte
Alessio Caronte (in greco Ἀλέξιος Χάρων?; fl. XI secolo) era un funzionario bizantino dell'Italia meridionale e nonno materno dell'imperatore Alessio I Comneno (1081-1118), fondatore della dinastia dei Comneni.
Della sua vita si sa molto poco: gli unici riferimenti a lui provengono dalla Storia di Niceforo Briennio il Giovane, che sposò la sua pronipote Anna Comnena. Briennio riferisce che "Caronte" era un soprannome datogli per il suo coraggio, in riferimento al traghettatore degli inferi nella mitologia greca, ma il nome è attestato anche come un vero e proprio cognome.
Per quanto riguarda la carriera di Alessio, Briennio riporta solo che egli "si occupò degli affari dell'imperatore" nelle province bizantine dell'Italia meridionale (il Catepanato d'Italia) nella prima metà dell'XI secolo. La carica esatta che Alessio ricoprì è sconosciuta; si è supposto che potrebbe essere stato il governatore (catepano) d'Italia, ma il suo nome non compare in nessun'altra fonte. La storica dell'Italia bizantina Vera von Falkenhausen ha suggerito che potrebbe essere identico ad Alessio Xifea, che fu catepano nel 1006/1007, ma Xifea morì nel 1007, e la figlia di Caronte oltre che madre dell'imperatore Alessio I Comneno, Anna Dalassena, nacque dopo, tra il 1020 e il 1030.